# Super Sonico
Super Sonico (すーぱーそに子, Sūpā Soniko) es un personaje ficticio femenino creado por Tsuji Santa para la compañía Japonesa de computadoras y programas de videojuegos Nitroplus, apareciendo por primera vez como la mascota para el festival de música patrocinado por Nitroplus en 2006. Nitroplus ha desarrollado al personaje en una franquicia de medios de comunicación que incluyen productos musicales, series de manga, computadoras y videojuegos, figuritas de juguete y otras mercancías. Una serie de anime por White Fox basada en el personaje se emitió en Japón entre enero y marzo de 2014.

## Juguetes
Una popular y extensiva línea de figuritas de policloruro de vinilo de Super Sonico han sido producidas por Nitroplus por diseñadores de juguetes bien conocidos que incluyen, entre muchos otros, Max Factory, FREEing, Orchid Seed y Hobby Japan. Estilos de figurillas han incluido los altamente estilizados diseños Chibi, Nendoroid y Figma en adición a los diseños más realistas tomados directamente del personaje como ella aparece en los juegos, manga y anime. Los tamaños han variado desde 1/8 a 1/2 el tamaño del personaje de una adolescente como ella aparece en los medios de comunicación. También han sido producidas figuras de acción.

## Medios de comunicacón

### CD de Música
Hasta la fecha ha habido seis singles y tres álbumes publicados mostrando a Sonico.

#### Singles
- SUPERORBITAL (publicado el 24 de noviembre de 2010; GRN-021): El primer sencillo del estudio y la primera canción de tema para el juego de PC SoniComi.
- Passion Rocket (情熱ロケット Jōnetsu rocket, publicado el 19 de enero de 2011; GRN-023): El segundo sencillo introducido en el Comiket de Verano del 2010, también es una canción de inserte para el juego de PC para adultos Axanael de Nitroplus.
- Power (ぱわー, publicado el 30 de abril de 2011): Un solo sencillo vendido a la iTunes Store y Amazon MP3 para aumentar los ingresos por el alivio del terremoto siguiendo el terremoto y tsunami de Tōhoku del 2011.[2]
- Advance, BLUE STAR (進め、BLUE STAR！ Susume, BLUE STAR!, publicado el 24 de mayo de 2011; GRN-026): El tercer sencillo publicado con la colaboración de Earth Star Entertainment de Comic Earth Star, como la canción principal de la revista. El sencillo fue usado para recoger fondos de ayuda por el alivio del terremoto.
- VISION (publicado el 29 de julio de 2011; GRN-027): Cuarto sencillo y la segunda canción de tema para SoniComi.
- Phantom Vibration! (ファントム・ヴァイブレーション！, publicado el 29 de diciembre de 2011; GRN-029): Solo sencillo de dubut. El sencillo está incluido como un traje adicional patch para el juego de PC SoniComi en el CD-ROM.

#### Álbumes
- GALAXY ONE (publicado el 11 de noviembre de 2011; GRN-028): El primer álbum del estudio.
- Love & II+ (publicado el 27 de junio de 2012; GRN-030): Segundo álbum de First Comic Velocity que contiene tres discos con Love＆II+ LIVE gokko!, Love&II+, y SoniComi: Communication with Sonico Original Soundtrack.
- SONICONICOROCK tributo a VOCALOID: Tercer álbum del estudio conteniendo cubiertas vocales surtidos de varias canciones de Vocaloid.

### Manga
Una serie de manga yonkoma por Chika Nonohara titulada Super Sonico SoniKoma comenzó su serialización el 12 de marzo de 2011 en Comic Earth Star. Otra serie de manga titulada Sonicomi con arte por Imusanjo serializado en Monthly Comic Blade. Una serie de manga yonkoma titulada Super Sonicomic (すーぱーそにこみっく) también ha sido mostrado en MAGI-CU Comics de Enterbrain.